# Miltochrista rhodina
Miltochrista rhodina là một loài bướm đêm thuộc phân họ Arctiinae, họ Erebidae.